# Kay Hagan
Kay Ruthven Hagan (født 26. maj 1953 i Shelby, død 28. oktober 2019) var en amerikansk politiker og jurist. Hun var senator valgt i North Carolina for demokraterne. Hun kom ind i Senatet 3. januar 2009, efter at have vundet over siddende senator Elizabeth Dole med 53% af stemmene. Hun søgte genvalg, men tabte til republikaneren Thom Tillis i januar 2015.